# VolkerRail

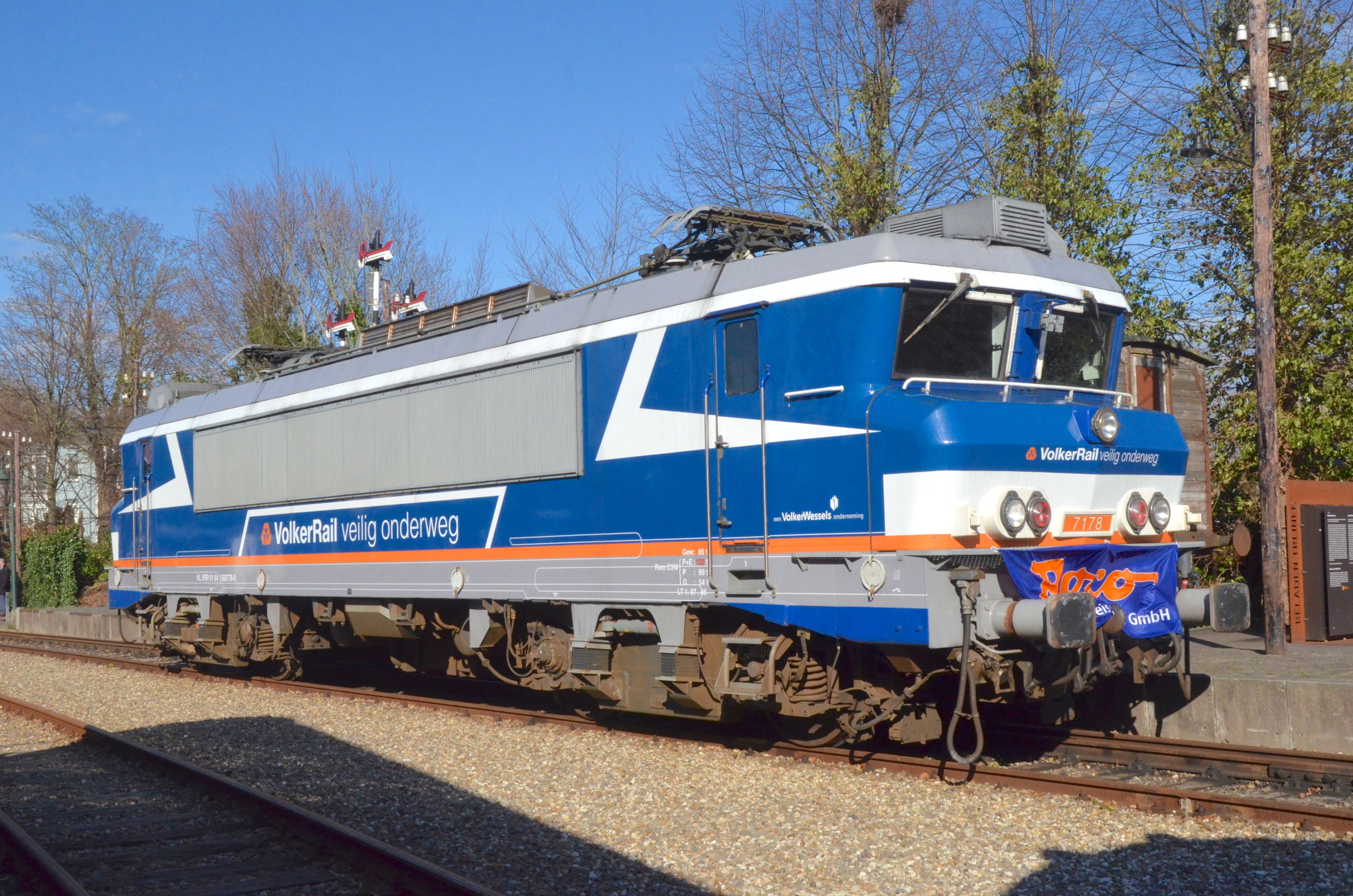
VolkerRail loc 7178 (ex-NS 1778) op bezoek in Het Spoorwegmuseum te Utrecht

VolkerRail is een Nederlandse aannemer van spoorwerken.
Het bedrijf is een werkmaatschappij van VolkerWessels en in 1997 ontstaan als Volker Stevin Rail & Traffic bv door het samenvoegen van de bedrijven Railbouw Leerdam, Van der Worp en GrantRail (destijds allemaal eigendom van Koninklijke Volker Wessels Stevin), J.C. Petrus, en delen van NS Infra Services, ER Groep, Strukton Draagconstructies, Strukton Infra Services Materieel en Railpro (destijds alle eigendom van de Nederlandse Spoorwegen). Sinds 2006 is het bedrijf actief onder de naam VolkerRail.

## Activiteiten

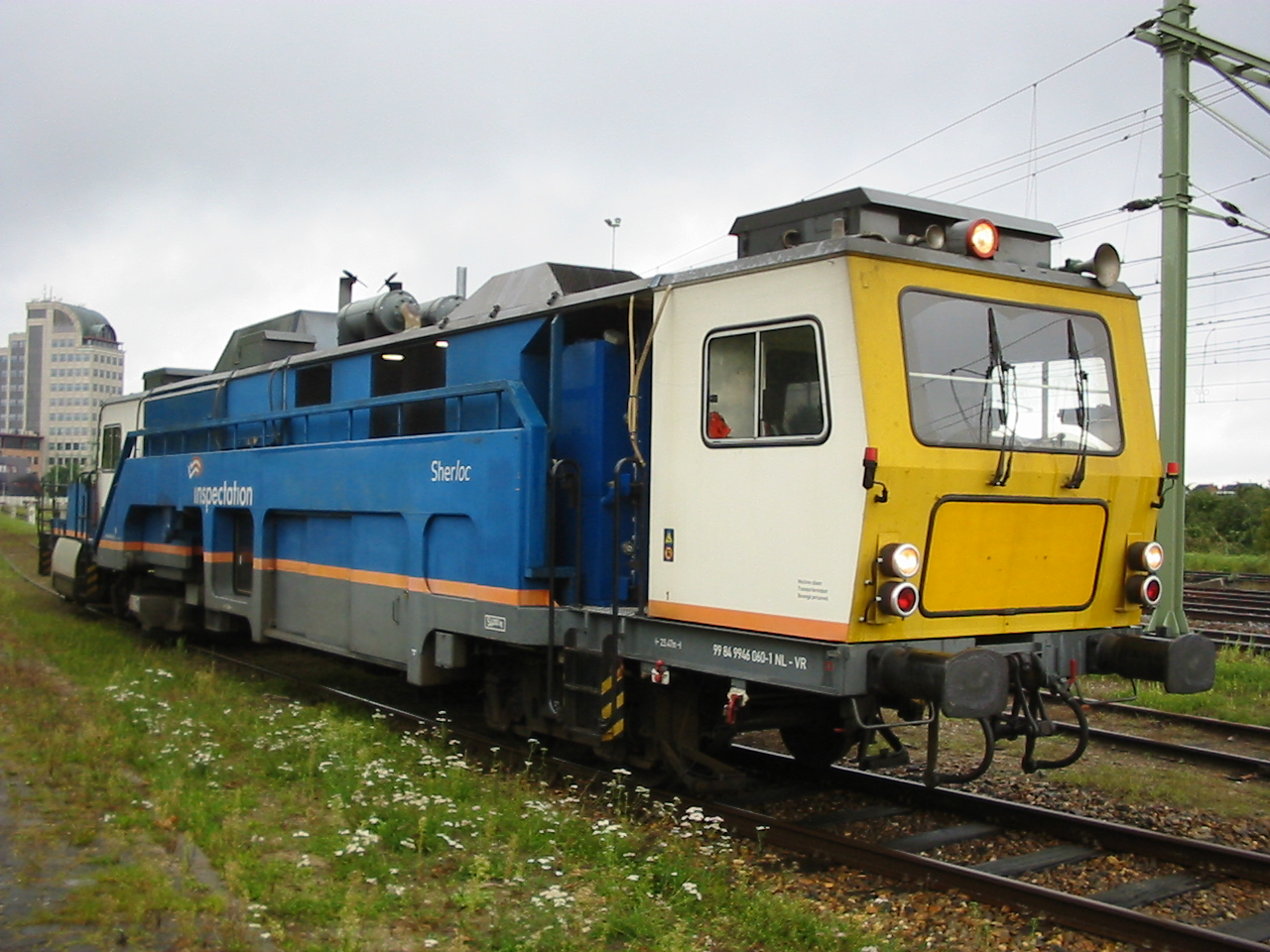
Meettrein VolkerRail te Deventer

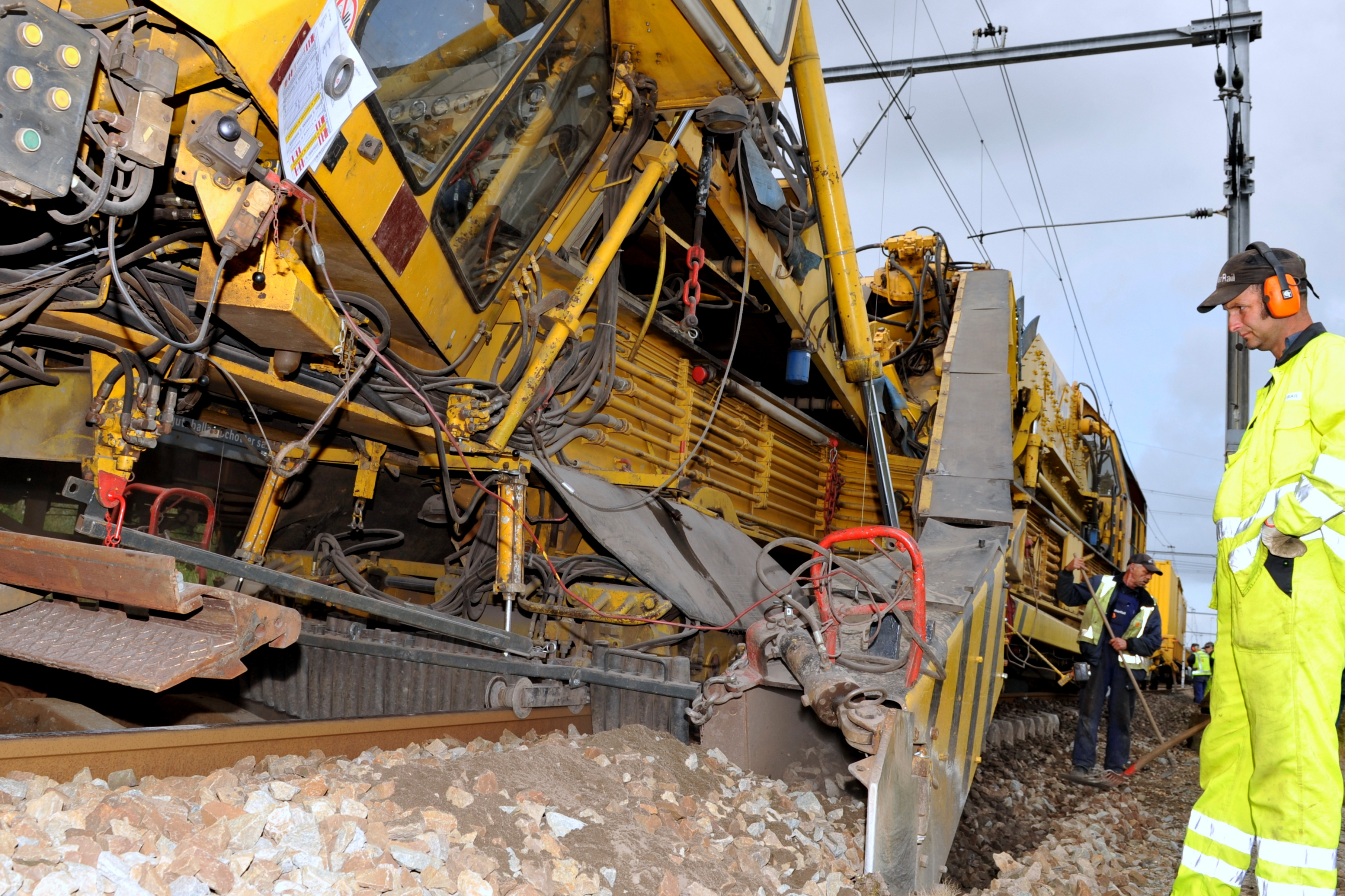
Kettinghor in bedrijf

Naast BAM Rail, Asset Rail en Strukton is VolkerRail een van de procescontractaannemers die elk zorgen voor het onderhoud van een deel van het door ProRail beheerde spoorwegnet in Nederland. Het is ook verantwoordelijk voor het onderhoud van de sporen bij Tata Steel Europe in IJmuiden.
In opdracht van ProRail houdt het bedrijf zich ook bezig met nieuwbouw en het vernieuwen van (delen van) het spoorwegnet. Een aparte afdeling is belast met het onderhoud en vernieuwen van de infrastructuur van tram- en metrolijnen in Amsterdam (GVB), Den Haag (HTM), Rotterdam (RET), kraanbanen voor de industrie en tot en met 2013 de Sneltram Utrecht-Nieuwegein.

## Europa
Behalve in Nederland is VolkerRail ook werkzaam in het Verenigd Koninkrijk. Eerder was het bedrijf ook actief in Duitsland, Polen, Estland en Finland. In januari 2011 is het bedrijf in Duitsland verkocht aan Hering Gleisbau. Het bedrijf in Polen is in maart 2011 verkocht aan TSS GRADE uit Slowakije. De bedrijven in Estland en Finland zijn begin april 2011 verkocht aan Leonhard Weiss in Duitsland.

## Materieel
Een groot deel van het werk dat wordt uitgevoerd door VolkerRail gebeurt met eigen materieel. Hiertoe beschikt het bedrijf onder andere over de volgende materieelstukken:
- Drie V100 locomotieven
- Twee elektrische locomotieven (voormalige NS-locserie 1700)
- Meettrein met videoschouw
- Diverse stopmachines
- Een set Gottwald GS 25.04T spoorkranen
- Kirow KRC 1200 spoorkraan